# We Three (альбом Роя Гейнса)
We Three — студійний альбом американського джазового ударника Роя Гейнса з Фінесом Ньюборном і Полом Чемберсом, випущений у 1959 році лейблом New Jazz.

## Опис
We Three, був записаний під час однієї сесії 14 листопада 1958, став першою сесією в якості соліста для ударника Роя Гейнса, за участі піаніста Фінеса Ньюборна (а також із басистом Полом Чемберсом). Серед композицій виділяються версія «Reflection» Рея Браянта, чудова блюзова інтерпретація «After Hours» Ейвері Перріша, а також власна композиція Ньюборна «Sugar Ray», яка була присвячена боксеру Шугару Рею Робінсону. Це тріо записувалось разом невеликий період часу.
Альбом вийшов у травні 1959 році на лейблі New Jazz, дочірньому Prestige Records.

## Список композицій
1. «Reflection» (Рей Браянт) — 4:34
2. «Sugar Ray» (Фінес Ньюборн, мол.) — 6:25
3. «Solitaire» (Кінг Гійон, Карл Наттер, Рене Борек) — 3:52
4. «After Hours» (Ейвері Перріш) — 11:21
5. «Sneakin' Around» (Рей Браянт) — 4:23
6. «Our Delight» (Тедд Демерон) — 4:01

## Учасники запису
- Рой Гейнс — ударні
- Фінес Ньюборн — фортепіано
- Пол Чемберс — контрабас

Технічний персонал
- Есмонд Едвардс — продюсер
- Руді Ван Гелдер — інженер
- Айра Гітлер — текст